# Stina Kagevi
Stina Karin Elisabet Kagevi, född 28 augusti 2005, är en svensk landsvägscyklist.

## Karriär
Kagevi tävlar år 2024 för det norska laget Team Coop - Repsol. Bland hennes meriter kan nämnas guld i linjelopp (junior), och silver vid SM 2022 i tempoloppet (junior). Året efter tog hon dubbla juniorguld i linje och tempo. 2023 tog hon silver i tempoloppet i EM för juniorer. År 2023 tilldelades hon SilverEmmas Stipendium. I juni 2024 vann hon det inledande tempoloppet i etapploppet Polen runt. I juli 2024 vann hon den avslutande etappen i Portugal runt.